# Prosoplus viduatus
Prosoplus viduatus är en skalbaggsart som först beskrevs av Francis Polkinghorne Pascoe 1864.  Prosoplus viduatus ingår i släktet Prosoplus och familjen långhorningar. Inga underarter finns listade i Catalogue of Life.